# Vlag van Wetterskip Boarn en Klif

Vlag van Wetterskip Boarn en Klif
(1998-2004)

De vlag van Wetterskip Boarn en Klif werd op 22 september 1998, per Koninklijk besluit, aan het Friese waterschap toegekend. Vanaf 2004 is de vlag niet langer in gebruik als de vlag van dit waterschap, omdat het waterschap Wetterskip Boarn en Klif op is gegaan in waterschap Wetterskip Fryslân.

## Beschrijving en verlkaring
De beschrijving van de vlag is als volgt:
een gele hijs van 1/3 vlaglengte, waarin drie zwarte aaneengesloten en alle zijden rakende ruiten, in het midden onderbroken door een gele baan, gelijk aan 1/10 vlaghoogte; een vlucht van drie golvende lengtebanen rood, wit en rood in een verhouding van 2:1:2.
De vlag is gebaseerd op het wapen van deze waterschap, waarbij het linkerdeel van het wapen aan de broekzijde kwam.
De kleur rood verwijst naar veen en heide, terwijl zwart en geel verwijzen naar veengrond en zand. De golvende baan op het rood verwijst naar de rivier de Boorne. De zwarte ruitjes in geel zijn te zien op het wapen van de familie Vegelin van Claerbergen. Een familielid gaf in 1766 al een waarschuwing over de risico's van de wijze waarop de turfgraverij werd uitgevoerd. Er waren nog moerassige meren over, die het bestaan van de omliggende dorpen in gevaar brachten. In de 19e eeuw werd er een speciaal bestuur van het waterschap opgericht om deze situatie te beheersen.

## Verwante symbolen

Wapen van Wetterskip Boarn en Klif

Aa en Maas · Amstel, Gooi en Vecht · Brabantse Delta · Delfland · De Dommel · Drents Overijsselse Delta · Fryslân · Hollands Noorderkwartier · Hollandse Delta · Hunze en Aa's · Limburg · Noorderzijlvest · Rijn en IJssel · Rijnland · Rivierenland · Scheldestromen · Schieland en de Krimpenerwaard · De Stichtse Rijnlanden · Vallei en Veluwe · Vechtstromen · Zuiderzeeland
Voormalige waterschappen: 
De Aa · De Aarlanden · Alblasserwaard en de Vijfheerenlanden · De Alm · Amelander Grieën · Amstel- en Gooiland · Amstelland · Boarn en Klif · De Bovenvecht · Drentse Aa · Duurswold · Eemszijlvest · Goeree-Overflakkee · Gouwelanden · Groot Maas en Waal · Groot-Haarlemmermeer · Groot-Waterschap van Woerden · Groote Waard · Haarlemmermeerpolder · Hulster Ambacht · IJsselmonde · Krimpenerwaard · Land van Heusden en Altena · Het Lange Rond · Lauwerswâlden · Leidse Rijn · Linge · De Maaskant · Het Maasterras · Mark en Dintel · Marne-Middelsee · Meer en Woude · De Middelsékrite · De Nederwaard · Noord-Beveland · Noord- en Zuid-Beveland · Noord-Limburg · Noord-Veluwe · Noordhollands Noorderkwartier · Noordoostpolder · Noordwoude · Oldambt · Oude IJssel · De Overwaard · De Proosdijlanden · Purmer · Regge en Dinkel · De Runde · Salland · Schermer · Schieland · De Schipbeek · Schouwen-Duiveland · Sevenwolden · De Stellingwerven · Tholen · Tusken Waed en Ie · Uitwaterende Sluizen in Kennemerland en West-Friesland · De Vechtlanden · De Vier Noorder Koggen · Het Vrije van Sluis · De Waadkant · Walcheren · Waterland · De Waterlanden · Westergo's IJsselmeerdijken · Westerkwartier · Westfriesland · Wilck en Wiericke · Wilhelminapolder · Zuiveringschap Limburg